# Шевелёв, Виктор Степанович
Ви́ктор Степа́нович Шевелёв (24 сентября 1923, Исаево, Вятская губерния — 1993, Бодайбо, Иркутская область) — старший машинист экскаватора Коршуновского горно-обогатительного комбината Министерства чёрной металлургии СССР, Герой Социалистического Труда (30 марта 1971).

## Биография
Родился 24 сентября 1923 года в деревне Исаево (ныне — в Малмыжском районе Кировской области). В 17 лет начал трудовую деятельность токарем Уфалейского никелевого завода Челябинской области.
Участник Великой Отечественной войны с августа 1941 года. До получения тяжёлого ранения 12 марта 1942 года воевал снайпером на Северо-Западном фронте в составе 8-й истребительной бригады. За истребление 29 вражеских солдат и офицеров был награждён медалью «За отвагу». После излечения дальнейший боевой путь старший сержант В. С. Шевелёв прошёл командиром телефонного отделения роты связи 282-го стрелкового полка 175-й стрелковой дивизии, награждался боевыми орденами и медалями.
После демобилизации в 1947 году вернулся на Уфалейский завод металлоизделий, освоил профессию экскаваторщика.
С марта 1965 года работал на Коршуновском горно-обогатительном комбинате машинистом, затем старшим машинистом экскаватора, бригадиром экскаваторной бригады.
Экипаж под руководством в совершенстве овладел передовыми приёмами отработки забоев при низких температурах и добился ритмичной работы экскаватора в суровых условиях сибирской зимы. Его бригада одной из первых применила отсыпки слоем разрыхлённой горной массы обнажённой поверхности уступ, что предохраняло от промерзания нижнюю часть забоя.
В 1966 году его бригаде было присвоено звание «Бригада коммунистического труда». В. С. Шевелёв внёс ряд рационализаторских предложений по технологии разработки забоев.
Указом Президиума Верховного Совета СССР от 30 марта 1971 года за выдающиеся успехи, достигнутые выполнении заданий пятилетнего плана по развитию чёрной металлургии, Шевелёв Виктор Степанович удостоен звания Героя Социалистического Труда с вручением ордена Ленина и золотой медали «Серп и Молот».
С марта 1975 года он работал электромонтёром, а с мая 1976 года — электрослесарем по ремонту горного оборудования.
Проживал в городе Бодайбо, скончался в 1993 году.

## Награды
- Герой Социалистического Труда (30.3.1971)
- Орден Ленина(30.3.1971)
- Орден Богдана Хмельницкого III степени (07.12.1944)[4]
- Орден Отечественной войны II степени (1985)
- Орден Красной Звезды[5] (30.3.1944)

- медали, в том числе:
  - три — «За отвагу» (27.11.1942[6], 17.8.1944[7], 7.11.1944)
  - «В ознаменование 100-летия со дня рождения Владимира Ильича Ленина» (6.4.1970)
  - «За победу над Германией» (9.5.1945)[8][9]
  - «20 лет Победы в Великой Отечественной войне 1941—1945 гг.» (7.5.1965)[10]
  - «30 лет Победы в Великой Отечественной войне 1941—1945 гг.»[11]
  - «40 лет Победы в Великой Отечественной войне 1941—1945 гг.»[12]
  - «Ветеран труда»
  - «30 лет Советской Армии и Флота»[13]
  - «40 лет Вооружённых Сил СССР»[14]
  - «50 лет Вооружённых Сил СССР» (26.12.1967)[15]
  - «60 лет Вооружённых Сил СССР» (28.1.1978)[16]
  - «70 лет Вооружённых Сил СССР» (28.1.1988)[17]

- Знак МО СССР «25 лет Победы в Великой Отечественной войне» (24 апреля 1970[18])

## Память
- На могиле Героя установлен надгробный памятник.